# الیمپوس پن ایی-پی‌ال۳
الیمپوس پن ایی-پی‌ال۳ (به انگلیسی: Olympus PEN E-PL3) یک دوربین عکاسی ساخت شرکت الیمپوس است.